# DN2D
De DN2D (Drum Național 2D of Nationale weg 2D) is een weg in Roemenië. Hij loopt van Focșani via Tulnici naar Tinoasa bij Târgu Secuiesc. De weg is 119 kilometer lang.